# Alumbres (Cartagena)
Alumbres es una localidad y diputación del municipio de Cartagena de la comunidad autónoma de la Región de Murcia en España. Se encuentra a 6,2 km del núcleo urbano y limita al norte con El Hondón, al sur con Escombreras, al oeste con Santa Lucía y al este con el municipio de La Unión. 

## Historia
Su origen se remonta a finales del siglo XV y comienzos del XVI, pero la zona ya había sido visitada y explotada como centro minero desde tiempos de los romanos.
En el siglo XVI, Francisco de los Cobos adquirió las tierras que comprenden actualmente esta diputación para extraer los recursos mineros que se encontraban en su interior. El rey Alfonso X el Sabio otorgó a su hermano el Infante Don Manuel, una mina de alumbre en el Campo de Cartagena, posteriormente le fueron despojadas por rebelarse al monarca y nombrar como soberano a su hermano Don Sancho.
Este pueblo sería denominado Los Alumbres Nuevos, diferenciándolo así de Los Alumbres Viejos (pertenecientes al municipio de Mazarrón). Se fundó en el año 1535, al concederle el rey Carlos a Francisco de Cobos (comendador mayor de León y Adelantado de Cazorla), la explotación de las minas de alumbres. El pueblo comenzó a morarse cuando se les prometió a todos los pobladores los mismos privilegios de los que gozaban los vecinos de Cartagena, erigiéndose casas, una potente torre para defenderse de los ataques de los corsarios, una ermita, etc.
En el contexto de la situación bélica de España y Turquía, en junio de 1558, 800 turcos en ocho galeotas desembarcaron en Cabo de Palos y llegaron a Alumbres. Esta la saquean y se llevan a toda su población.
Posteriormente, de acuerdo a la Constitución de 1812 y Decreto del 23 de mayo del mismo año, en el que se establecía un Ayuntamiento para aquellas poblaciones que tuvieran un cierto número de habitantes. Contando el pueblo entonces con 2584 habitantes, superando el número que fijaba la Constitución. Se instauró entonces el Ayuntamiento en dicha población.
En 1842 se fundó en el barrio de Borricén la fábrica de loza La Amistad desaparecida en 1893. También desapareció su contemporánea, la fábrica de loza La Cartagenera (1880-1883), instalada en el mismo barrio de Borricén. Ambas industrias fueron creadas para satisfacer la demanda burguesa de servicios de mesa y otras piezas decorativas, en imitación de la porcelana inglesa.
Hacia mediados del siglo XIX, el lugar tenía contabilizada una población de 1563 habitantes. Aparece descrito en el segundo volumen del Diccionario geográfico-estadístico-histórico de España y sus posesiones de Ultramar de Pascual Madoz de la siguiente manera:

ALUMBRES: ald. de la prov. de Murcia, part. jud., térm. jurisd. y á 1 leg. de Cartagena (V.): tiene igl. parr., varios cas. en su térm. y consta, de 338 vec., 1,563 habitantes.
(Madoz, 1845, p. 214)

## Demografía
El padrón municipal de 2012 asigna a la diputación 3392 habitantes (187 extranjeros), repartidos en los siguientes núcleos de población: Alumbres (1943), Barranco (72), Borricén (168), El Ferriol (11), El Gorguel (3), El Porche (50) y Vista Alegre (1145).

## Transporte

### Ferrocarril
Cuenta con tres apeaderos (Alumbres, Abrevadero y Vista Alegre) del ferrocarril de vía estrecha de la compañía Renfe Cercanías AM que opera la línea Cartagena-Los Nietos, que se utilizaban en los años mineros y que, en la actualidad, se utilizan para el transporte de pasajeros hasta Los Nietos. Antiguamente se le llamaba el tren chicharra. 

### Autobús
El servicio de viajeros por carretera de la localidad se engloba dentro de la marca Movibus, sistema de transporte público interurbano de la Región de Murcia (España), que incluye los servicios de autobús de titularidad autonómica.
| Línea | Recorrido                                          | Operador       |
| ----- | -------------------------------------------------- | -------------- |
| 42A   | Cartagena - La Unión                               | ALSA (TUCARSA) |
| 43    | Cartagena - Cabo de Palos - La Manga del Mar Menor | ALSA (TUCARSA) |